# CSNET
Das CSNET (Computer Science Network) war ein 1981 gegründetes Computernetzwerk. Es wurde von der US-amerikanischen National Science Foundation initiiert. Es gilt als Vorläufer des National Science Foundation Network (NSFNET) und des heutigen Internets.
Bis zu seinem Ende 1986 waren über 165 Universitäten, Industrie- und Regierungsgruppen an das CSNET angeschlossen. Die Kosten für eine Mitgliedschaft betrugen 2000 US-Dollar für kleine Computereinrichtungen bis hin zu 30.000 US-Dollar für große Firmen. Dafür gab es kostenlosen Support.
Über das CSNET wurde die erste E-Mail nach Deutschland verschickt. Sie wurde am 2. August 1984 in Cambridge (Massachusetts) abgeschickt und erreichte das Rechenzentrum der Universität Karlsruhe am 3. August 1984.